# 주부 (수호전)

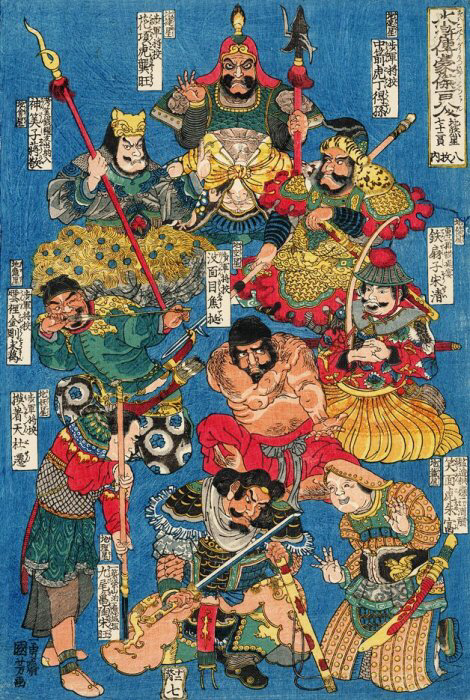

주부(朱富)는 중국의 사대기서(四大奇書) 중 하나인 《수호전》(水滸傳)에 등장하는 인물로, 108성 중 93위이자 지살성(地煞星)의 지장성(地藏星)에 해당한다. 태도가 겸손하고 예의가 바르지만 속으로는 무슨 생각을 하는지 알 수 없는 인물로 평가되어 소면호(笑面虎)라는 별호로 불린다. 주점 주인이고 이규를 구출하기 위해 무예 스승인 이운을 몽한약으로 기절 시키기도 하지만 이후 위험을 무릅쓰고 이운에게 사과와 향후 도움을 주는 등 의로운 면도 있다. 창봉의 무예를 배웠지만 양산박에서는 오로지 사무 일이나 양조를 담당.

## 생애
기수현 서문 밖에 있는 주막집에서 태어나 형 주귀가 일찍 집을 나와 양산박의 산적이 되어 있었으므로 대신 가업을 잇고 있었다. 어느 때 형이 양산박의 동료 이규를 데리고 집으로 돌아왔다. 이에 물었더니 이규가 고향 어머니를 산으로 모시러 가니 이규가 또 사고를 칠까봐 감시하기 위해 주귀가 따라왔다는 것을, 주부는 반갑게 두 사람을 대접했고 다음날 아침 이규는 고향 백장마을로 출발, 주부는 형과 함께 이규가 돌아오기를 기다렸다. 그런데 며칠 뒤 급보가 날아든다. 이규의 어머니는 식인 호랑이에게 잡아먹히고 이규가 분노로 호랑이들을 퇴치하였는데, 그로 인해 산적임이 들통나 자신의 무예 스승인 도두 이운에게 포박당했다고 한다. 그래서 주부는 형과 상의하여 이규의 호송을 맡은 이운 일행에게 접근하여 몽한약이 들은 술을 권하여 이규를 탈출시킬 것을 계획, 성공시키지만, 주부는 이운에게 은의가 있어 호송에 실패한 이운의 신변을 걱정하여 형을 먼저 양산박으로 보내고 자신은 이운이 깨어나기를 기다렸다. 아니나 다를까 잠에서 깬 이운이 쫓아왔으나 주부는 성심성의껏 사과한 뒤 이운에게 양산박 입산을 권했고, 이운도 이를 승낙하고 이규와 셋이서 양산박으로 향했다.
양산박 입산 후에는 금전과 군량 및 마초 관리, 연회석 차배, 이어 양조 및 주류 관리 책임자와 주점 주인이라는 전력을 바탕으로 한 직책을 전전하였고, 108명이 양산박에 모인 후에도 계속 양조 관리를 담당하였다. 관군과의 싸움이나 양산박이 조정에 귀순한 후 각지의 전역에서도 특별한 공을 세우지는 못했다. 방랍과의 싸움 중 항주에서 형을 비롯한 여섯 두령이 역병에 감염되어 목춘과 둘이서 병간호를 위해 항주성에 머무르지만 얼마 지나지 않아 간병을 하던 주부마저 쓰러져 그대로 회복되지 못하고 사망했다.